# John Rienstra
John William Rienstra (Grand Rapids, 22 marzo 1963) è un ex giocatore di football americano statunitense che ha militato nel ruolo di guardia nella National Football League (NFL).

## Carriera
Al college Rienstra giocò a football alla Temple University, venendo premiato come All-American. Fu scelto dai Pittsburgh Steelers come nono assoluto nel Draft NFL 1986. Vi giocò fino al 1990, dopo di che passò le ultime due stagioni della carriera con i Cleveland Browns.